# Литовські імена
Литовські особисті імена, як і в більшості європейських культур, складається з двох частин: даного імені ( vardas ), за яким слідує прізвище ( pavardė ). Використання особистих імен у Литві, як правило, крім особистого смаку та сімейних звичаїв регулюєтся трьома основними засадами: цивільним законодавством, канонічним правом та традицією. Литовські імена завжди відповідають правилам литовської мови. Чоловічі імена зберегли індоєвропейські чоловічі закінчення (-as ; -is ; -us). Ці гендерні закінчення зберігаються навіть для іноземних імен.

## Особисте ім'я  (Вардас)
Дитині в Литві зазвичай дають одне або два імені. У наш час друге ім’я рідко використовується в повсякденних ситуаціях, використання по батькові вважається претензійним. Окрім сучасних імен, батьки можуть вибрати ім’я для своєї дитини з довгого списку традиційних імен; до яких належать:
- Литовські імена дохристиянського походження.

Це найдавніший шар литовських імен; більшість з них є двокомпонентними іменами індоєвропейського походження. Ці давні литовські імена побудовані з двох основ, поєднання яких було використано для позначення певних корисних особистих якостей, наприклад Джо-гайла означає "сильний вершник". Хоча такі імена практично зникли після християнізації Литви, вони продовжували існувати в якості прізвищ, таких як Гаштовт, Кезгайло, Радзівіл або їхніх слав'янізованих версій, а також збереглися в топонімах.  Існуючі прізвища та письмові джерела дозволили таким мовознавцям, як Казімієрас Буга, реконструювати ці імена. У період між Першою світовою війною та Другою світовою війною ці імена повернулись до популярного вжитку після тривалого періоду забуття. Дітей часто стали називати на честь найшанованіших історичних литовських правителів; До них належать Вітовт, Гедимін, Альгірдас і Жигімантас . Нарівні з двосоставними іменами використовувались також коротші варіанти, що містять лише один корінь, такі як Вітень та Кейстут . Оскільки в письмових джерелах зберіглося мало свідчень дохристиянських жіночих імен, їх часто реконструюють із чоловічих варіантів, на додаток до історичних Біруте, Альдона, Римгайле тощо.
- Християнські імена, тобто Біблійні імена або імена святих .

Використання християнських імен у литовській мові задовго передувало прийняттю християнства литовцями. Лінгвістичні дані свідчать про те, що перші біблійні імена почали застосовуватися в Аукштайтії ще в 11 столітті. Найдавніший прошарок таких назв походить із старослов'янської ;  Прикладами таких імен є Антанас ( Св. Антоній ), Повілас або Павлій ( Св. Павло ), Андрій ( Св. Андрій ) і Юргій ( Св. Георгій ). Пізніше розповсюдження християнських імен відбулося після прийняття християнства в 1387 році. Вони в основному були запозичені у своїх польських версіях: Йонас ( St. John ), Владісловас / Владас ( Санкт Ladislaus ), Kazimieras / Kazys ( Санкт - Казимира ), і т.д.
- Литовські власні назви або гідроніми, що використовуються для імен.

Існують популярні імена, утворені з назв небесних тіл ( Сауле для Сонця, Аушріне для Венери ), природних явищ ( Аудра для шторму, Аушра для світанку, Раса для роси, Веяс для вітру, Ейдас для відлуння ), рослин ( Лінас) / Lina для льону, Eglė для ялини ), а також річкові назви (Ула, Вілія для річки Неріс ).
- вигадані імена з літератури.

Деякі імена були створені авторами літературних творів і через них поширювались у суспільному вжитку. Такі назви відповідали правилам литовської мови; тому іноді важко сказати, чи назва вигадана і ніколи раніше не існувала. Звертають увагу на себе такі імена як Гражина, Живіле - Адама Міцкевича, Дайва - Видунаса, Шарунас - Вінцаса Креве та інші.
- імена литовських язичницьких божеств та міфологічних діячів.

Є кілька популярних імен богів і богинь в литовської міфології, які використовуються як особисті імена, такі як Лайма, богиня удачі, Жемина, богиня землі, Габія, богиня вогню; Жильвінас, змійний принц з казки Егле, Цариця Змій, Юрата, богиня моря, і Кастітіс, з легенди про Юрате та Кастітіс .
Відмінна практика домінувала в етнічному регіоні Малої Литви, тоді частини Східної Пруссії, де литовські німецькі особисті імена, наприклад Ансас ( Ганс ), Грете ( Гретхен ), Віліус ( Вільгельм ) серед прусських литовців . Деякі з них досі використовуються серед литовців.
На вибір імені впливає мода. Багато батьків можуть назвати свою дитину на честь національного героя чи героїні, якоїсь інакше відомої людини або персонажа з книги, фільму чи телешоу . Однак багато імен, що використовуються в сучасній Литві, використовуються з давніх часів.

### Розрізнення імен за статтю
Литовські чоловічі та жіночі імена розрізняються граматично. Майже всі литовські імена жінок закінчуються на голосні -a або - ė, тоді як чоловічі імена майже завжди закінчуються на -s, і рідко на голосні -a . Якщо ім’я чоловічого роду, що закінчується на -a, має відповідник жіночого роду, воно закінчується на -ė, напр Йогайла та Йогайла . Жіночі подвійні литовські імена завжди закінчуються на -ė .

### Зменшувальні імена
Зменшувальні форми імені дуже популярні у повсякденному вжитку і аж ніяк не призначені тільки для дітей. Литовська мова дуже творча у цій галузі. Більшість зменшувальних форм утворюється додаванням суфікса . Для жіночих імен це може бути -elė, -utė, -ytė або -užė ; певні суфікси є більш загальними для конкретних назв над іншими. 
Крім того, як і в багатьох інших культурах, людина може неофіційно використовувати прізвисько ( pravardė ) на додаток до імені або замість нього.

## Pavardė(прізвище)
Литовські прізвища, як і в більшості європейських країн, є спадковими та, як правило, патрілінійними, тобто передаються від батька своїм дітям.
При шлюбі жінка зазвичай приймає ім’я чоловіка. Однак інші комбінації юридично можливі. Дружина може зберегти своє дошлюбне прізвище (mergautinė pavardė) або додати прізвище чоловіка до свого, створюючи подвійне прізвище. Також, хоч і рідко, чоловік може прийняти прізвище дружини або додати прізвище дружини до свого прізвища.

### Історія
Вперше прізвища з’явилися в Литві близько 1500 р.  але користувалась їми тільки литовська знать. Зазвичай вони були патронімічними.
Найбільш вражаючою особливістю історичної литовської геральдичної системи, яка була перейнята від польської в Городлівській унії в 1413 р., є те, що герб не належить одній родині. Ряд неспоріднених сімей (іноді їх сотні), як правило, з різними прізвищами, можуть використовувати той самий герб, і кожен герб має свою назву.
Використання прізвищ поступово поширилося на інші соціальні групи: жителів міста до кінця 17 століття, потім на селянство . Люди з сіл не мали прізвищ до кінця 18 століття. У таких випадках село, з якого вони походили, зазвичай зазначалося в документах. Процес закінчився лише в середині 19 століття, і через часткову полонізацію суспільства того часу багато імен набуло польської форми. 

### Класифікація
На основі походження можна визнати декілька груп литовських прізвищ.

#### Іменні прізвища
Іменне прізвище походить від прізвиська людини, яке, як правило, базується на фізичних рисах або рисах характеру.
Приклади:
- Naujokas, Naujokaitis - від naujas ("новий")
- Кайріс, Кайреліс, - " лівша ", від kairė ("лівий бік")

#### Професійні
Приклади професійних прізвищ :
- Калвіс, Калвеліс, Калвайтіс - від kalvis (коваль)

#### Топонімічні
Топонімічне прізвище зазвичай походить від назви села чи міста, або назви топографічного об’єкта.
Приклади:
- Ужугіріс - з-за лісу ( už girios );
- Kalnietis - з гір ( kalnai ).

Такі прізвища походить від власного імені людини і зазвичай закінчується суфіксом, що передбачає сімейні стосунки.
Приклади:
- Йонайтис, Янавічюс, Януїтіс - похідне від Йонаса ( Іоанна );
- Адоматит, Адамоніс, Адамкус - похідне від Адомас ( Адам );
- Лукаускіс, Лукша, Лукошіус, Лукошевічус - похідне від Лукаса ( Луки ).

Для цієї групи імен поширеним є використання суфіксів, що мають слов’янські відповідники, Наприклад -avičius (споріднений з "-owicz"), -auskas (споріднений з "-owski"): Jankauskas (споріднений слов'янському Jankowski ), Адамкевичюс (споріднений Адамковічу ), Лукошевичюс (споріднений Лукашевичу ).

#### Зменшувальні прізвища
Ряд прізвищ є зменшувальними від популярних імен. 
- Буткус з Буткінтас
- Мінкус з Мінкантаса
- Норкус з Норкантаса
- Римкус з Римкантаса

### Жіночі форми
Литовські прізвища мають специфічні чоловічі та жіночі форми. У той час як чоловіче прізвище зазвичай закінчується -as -ys або -is, жіночі еквіваленти закінчуються на -ienė або рідко -uvienė для одружених жінок і -aitė, -utė, -iūtė або -ytė для неодружених. Приклади:
| Батько / чоловік | Неодружена жінка | Одружена жінка чи вдова |
| ---------------- | ---------------- | ----------------------- |
| Павлаускас       | Павлаускайте     | Павлаускієне            |
| Бімбіри          | Бімбіріте        | Бімбірієне              |
| Адамкус          | Адамкуте         | Адамкієне               |
| Міелкус          | Мілкуте          | Мілкієне / Mielkuvienė  |
| Кулешіус         | Кулешюте         | Кулешієне               |

З 2003 року литовські закони дозволили жінкам використовувати коротку форму, не розкриваючи сімейний стан (використовувати закінчення на -ė замість -ienė / -aitė / тощо: Адамкус -> Адамке). Ці назви використовуються, хоча традиційні форми все ще переважають. За даними Департаменту статистики Литви, найпопулярнішими жіночими прізвищами є:
1. Казлаускієне
2. Янкаускієне
3. Петраускієне
4. Stankevičienė
5. Павлаускієне

## Формальне та неформальне використання
Литовці приділяють велику увагу правильному способу звернення до інших людей або звернення до них залежно від рівня соціальної дистанції, фамільярності та ввічливості. Відмінності між офіційною та неформальною мовами включають:
- використання прізвищ проти імен;
- використання проти невикористання почесних назв, таких як Ponas / Ponia ;
- використання форм однини третьої особи проти другої особи однини;
- використання особового займенника в однині проти особового займенника у формі множини для звернення до однієї особи.

### Офіційна мова

#### Пан/Пані
Ponas і Ponia (кличний відмінок Pone, Ponia) є основним стилем для поважливого звернення до чоловіка та жінки в литовській мові. Раніше ці слова були зарезервовані для шляхти і виконували більш-менш ті самі ролі, як "лорд" або "сер" та "леді" або "мадам" в англійській мові. Починаючи з 19 століття вони стали використовуватися в усіх шарах суспільства і можуть вважатися еквівалентними англійському "містер" та "місіс". Існує окрема форма, Panelė ("Міс") для звернення до неодруженої жінки.

#### Ім’я / прізвище
Імена зазвичай стоять перед прізвищем. Однак у списку людей, відсортованих за алфавітом, прізвище, як правило, стоїть на першому місці. У багатьох формальних ситуаціях особисте ім’я взагалі опускають.

### Неформальна мова
Зазвичай неформальні форми звернення використовують лише родичі, близькі друзі та колеги. У таких ситуаціях часто надають перевагу зменшувальним формам імен.

## Виноски
1. ↑  Notably, Gelgaudiškis from Gedgaudas, Radviliškis from Radvila, Buivydiškės from Butvydas, etc.
2. 1 2  Schmalstieg, William R. (1982). Lithuanian names. Lituanus. 28 (3). Архів оригіналу за 26 червня 2012. Процитовано 6 вересня 2007.
3. ↑  American surnames, by Elsdon Coles Smith, 1986, ISBN 0806311509, p. 83
4. ↑  N-2(87) Dėl moterų pavardžių darymo. e-seimas.lrs.lt. Архів оригіналу за 9 серпня 2020. Процитовано 7 листопада 2018.

## Подальше читання
- Юрате Чирунайте, "Lietuvos totorių pavardžių formavimasis XV – XVII a." (Формування практики називання татар у Литві в XV – XVII століттях), Балтистика, вип. 36, ні. 2 (198) с. 299–306.
- Альфред Сенн, "Литовські прізвища", " Американський слов'янський та східноєвропейський огляд", вип. 4, № 1/2 (серпень 1945 р.), С. 127–137. в JSTOR